# Idaea euphorbiata
Idaea euphorbiata är en fjärilsart som beskrevs av Balestre 1906. Idaea euphorbiata ingår i släktet Idaea och familjen mätare. Inga underarter finns listade i Catalogue of Life.